# Harold Shapero
Harold Samuel Shapero (29. april 1920 i Lynn, Massachusetts, USA - 17. maj 2013)
var en amerikansk komponist. 
Shapero studerede hos Ernst Krenek og Nicolas Slonimsky og kom senere på Harvard University, hvor han studerede under Walter Piston og Paul Hindemith. Efter afslutningen af studierne på Harvard i 1941, studerede han hos Nadia Boulanger, som var kommet til USA som flygtning fra 2. verdenskrigs kaos.
Shapero fik Rom Prisen i 1941 for sin Nine-Minute Overture. Han har komponeret en symfoni (Symphony for Classical Orchestra), orkesterværker, tre ouverturer og kammermusikværker. 

## Udvalgte værker
- Symfoni for klassisk orkester (1947) - for orkester
- Symfoni "Den rejsende" (1948) - for orkester
- Sinfonietta (2003) - for orkester
- "Ni Minutters overture" (1940) - for orkester
- Serenade (1998) - for strygeorkester
- "Credo" (1955) – for orkester
- "Partita" (1960) - for klaver og kammerorkester
- Trompetkoncert (1995) - for trompet og orkester